# واردلو
واردلو هو مصارع محترف أمريكي ولد في 19 يناير 1988، يعمل حالياً في آول إليت ريسلينغ.

## روابط خارجية
- واردلو على موقع WrestlingData.com (الإنجليزية)
- واردلو على موقع CageMatch worker (الإنجليزية)
- واردلو على موقع قاعدة بيانات المصارعة على الإنترنت (الإنجليزية)
- واردلو على موقع عالم المصارعة على الإنترنت (الإنجليزية)